# Cabrera (Santander)
Cabrera è un comune della Colombia facente parte del dipartimento di Santander.
L'abitato venne fondato da un gruppo di coloni nel 1808.